# Sainte-Marguerite-en-Ouche
Sainte-Marguerite-en-Ouche és un municipi francès situat al departament de l'Eure i a la regió de Normandia. L'any 2007 tenia 134 habitants.

## Demografia

### Població
El 2007 la població de fet de Sainte-Marguerite-en-Ouche era de 134 persones. Hi havia 52 famílies de les quals 12 eren unipersonals (12 dones vivint soles i 12 dones vivint soles), 20 parelles sense fills, 12 parelles amb fills i 8 famílies monoparentals amb fills.
La població ha evolucionat segons el següent gràfic:
Habitants censats

### Habitatges
El 2007 hi havia 60 habitatges, 52 eren l'habitatge principal de la família, 7 eren segones residències i 1 estava desocupat. Tots els 60 habitatges eren cases. Dels 52 habitatges principals, 49 estaven ocupats pels seus propietaris i 3 estaven llogats i ocupats pels llogaters; 3 tenien dues cambres, 7 en tenien tres, 16 en tenien quatre i 26 en tenien cinc o més. 21 habitatges disposaven pel capbaix d'una plaça de pàrquing. A 26 habitatges hi havia un automòbil i a 25 n'hi havia dos o més.

### Piràmide de població
La piràmide de població per edats i sexe el 2009 era:
| Homes | Edats   | Dones |
| ----- | ------- | ----- |
| 0     | 95 o +  | 0     |
| 0     | 90 a 94 | 0     |
| 0     | 85 a 89 | 0     |
| 0     | 80 a 84 | 0     |
| 0     | 75 a 79 | 0     |
| 0     | 70 a 74 | 0     |
| 4     | 65 a 69 | 12    |
| 8     | 60 a 64 | 4     |
| 8     | 55 a 59 | 8     |
| 4     | 50 a 54 | 0     |
| 8     | 45 a 49 | 8     |
| 4     | 40 a 44 | 4     |
| 0     | 35 a 39 | 0     |
| 0     | 30 a 34 | 0     |
| 4     | 25 a 29 | 4     |
| 0     | 20 a 24 | 4     |
| 12    | 15 a 19 | 8     |
| 0     | 10 a 14 | 0     |
| 0     | 5 a 9   | 0     |
| 8     | 0 a 4   | 0     |

## Economia
El 2007 la població en edat de treballar era de 86 persones, 60 eren actives i 26 eren inactives. De les 60 persones actives 58 estaven ocupades (28 homes i 30 dones) i 2 estaven aturades (2 dones i 2 dones). De les 26 persones inactives 6 estaven jubilades, 11 estaven estudiant i 9 estaven classificades com a «altres inactius».

### Ingressos
El 2009 a Sainte-Marguerite-en-Ouche hi havia 48 unitats fiscals que integraven 127 persones, la mediana anual d'ingressos fiscals per persona era de 14.428 €.

### Activitats econòmiques
Dels 2 establiments que hi havia el 2007, 1 era d'una empresa de fabricació d'altres productes industrials i 1 d'una empresa financera.
L'any 2000 a Sainte-Marguerite-en-Ouche hi havia 6 explotacions agrícoles.

## Poblacions més properes
El següent diagrama mostra les poblacions més properes.